# شارلتون ماشومبا
شارلتون ماشومبا (بالإنجليزية: Charlton Mashumba)‏ (12 ديسمبر 1992 بزيمبابوي - ) هو لاعب كرة قدم زيمبابوي في مركز الهجوم. لعب مع نادي جومو كوزموز وBlackburn Rovers F.C. (South Africa) ‏ ونادي اللواء السعودي.

## وصلات خارجية
- شارلتون ماشومبا على موقع قاعدة بيانات كرة القدم.إي يو (الإنجليزية)
- شارلتون ماشومبا على موقع Soccerway.com (الإنجليزية)
- شارلتون ماشومبا على موقع عالم كرة القدم.نت (الإنجليزية)